# Boston Athenæum
Il Boston Athenæum è una biblioteca di Boston, tra le più longeve degli Stati Uniti d'America.

## Storia
Dopo essersi costituita nel 1805, la Anthology Society fondò il Boston Athenæum due anni più tardi con l'intento di dare vita a una rivista che prendeva il nome di Monthly Anthology, e a "un'istituzione simile a quella del Liceo e Ateneo a Liverpool, nel Regno Unito, che permette al pubblico di usufruire di una biblioteca, e conserva importanti volumi in materia di istruzione e scienza in tutte le lingue." Originariamente una sala di lettura, la sede della biblioteca venne trasferita a Beacon Street, e divenne sempre più grande fino a raggiungere le sue attuali dimensioni nel 1849. Nel 1827 il Boston Athenæum aprì una sezione dedicata alle opere d'arte, e iniziò a tenere delle rassegne dedicate all'arte statunitense ed europea. Durante la metà dell'Ottocento il Boston Athenæum divenne una delle più grandi biblioteche degli Stati Uniti. Nel 1965 l'istituzione venne eletta National Historic Landmark. Nel 1980, dopo una serie di accordi, il Museum of Fine Arts e la National Portrait Gallery di Washington acquistarono congiuntamente dall'Athenæum due celebri ritratti incompiuti di George e Martha Washington, che avrebbero poi trascorso tre anni alternati in ciascuna istituzione.